# Andreas Scheele
Andreas Scheele (auch: Andreas Schele und Andreas Scheilen sowie Andreas Scheile; * vor 1638 in Verden; † 16. November 1677 in Hannover) war ein deutscher Goldschmied und Münzmeister.

## Leben

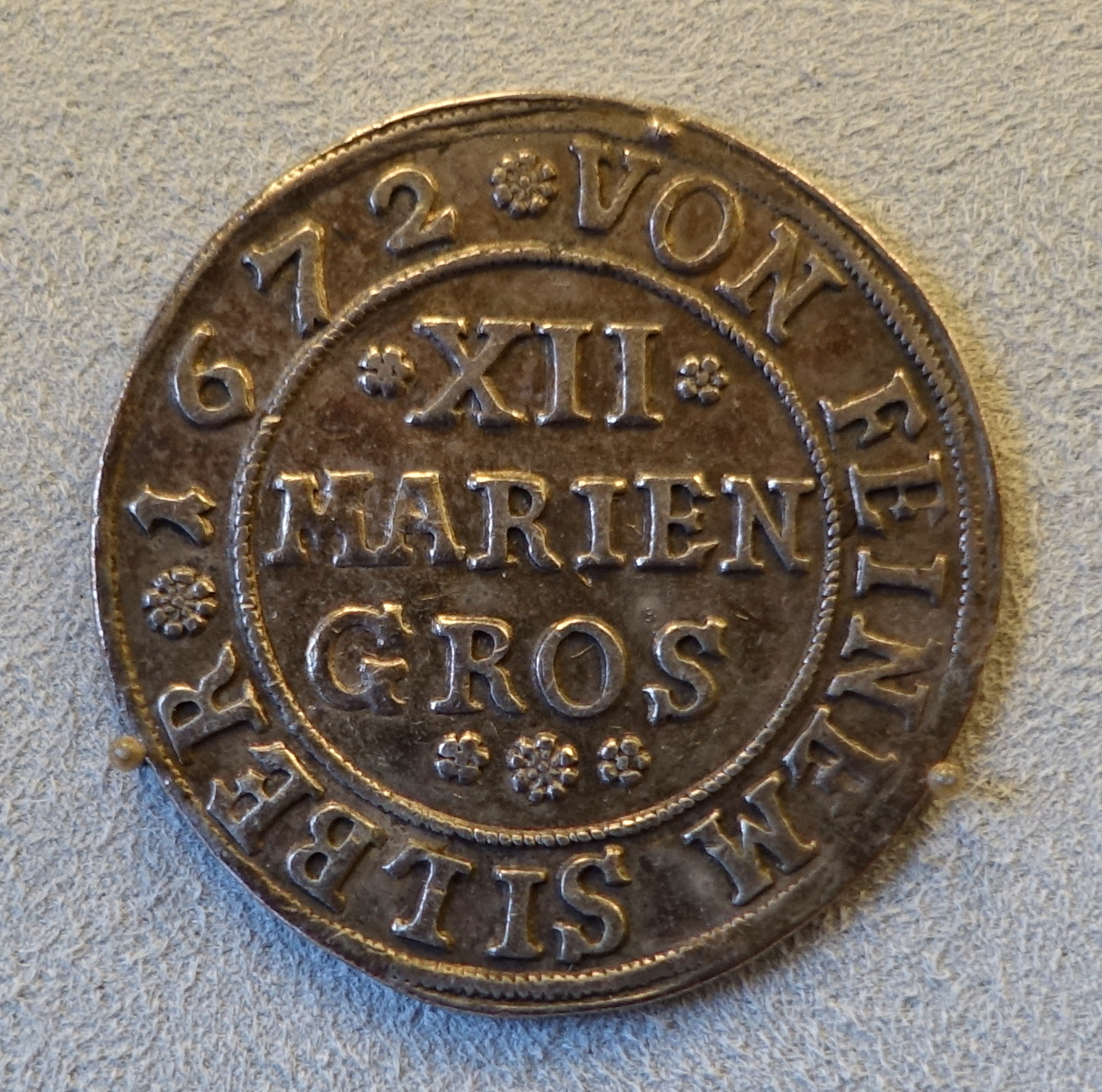
„VON FEINEM SILBER“: 12 Mariengroschen, 1672;
Exponat im Bode-Museum, Berlin

Kurz nach der Residenznahme der Stadt Hannover durch Herzog Georg von Calenberg im Jahr 1636 – mitten im Dreißigjährigen Krieg – leistete der aus Verden kommende und bereits ausgebildete Goldschmied Andreas Scheele am 12. Oktober 1638 den Bürgereid der Stadt Hannover. Noch im selben Jahr heiratete er dort eine Schwester des hannoverschen Goldschmiedes Moritz Borchmann.
Nach dem Kriegsende – seine erste Ehefrau war unterdessen verstorben – heiratete Scheele am 10. August 1649 ein weiteres Mal. Im Folgejahr 1650 – sowie auch 1656 – übte er das Amt des hannoverschen Werkmeisters aus.
Ebenfalls 1650 schuf Scheele eines seiner wichtigsten Werke, den Pokal des Bäckeramts seiner Wahlstadt, der in den Besitz des Historischen Museums Hannover überging.
Als Meisterzeichen (Münzzeichen) verwendete Scheele seine Initialen A S, als Beschaustempel das Kleeblatt.
In einem vom 20. November 1650 datierten Brief klagten Werkmeister Scheele gemeinsam mit seinem Werkmeister-Kollegen Hilmer Zindel über die „hochschädlichen Jüden“ und erhoben darin die Vorwürfe, „daß sie alle gute Polizei-Ordnung verderben und nicht allein mit Gold und Silberarbeit, besondern auch mit anderer redlichen Professionsleute Waare von Hause zu Hause laufen und dadurch auskundschaften, wo etwa ein Loth gut Silber oder Gold zu schachern, und dadurch die guten Silbere aber durch ihre Goldschmiede und Fuscher auf der Neustadt und sonst im Lande wieder weiß sieden und renoviren lassen und dieselbe mit verbotenen Mitteln löthen und damit die Leute scheinbarlich betrügen.“

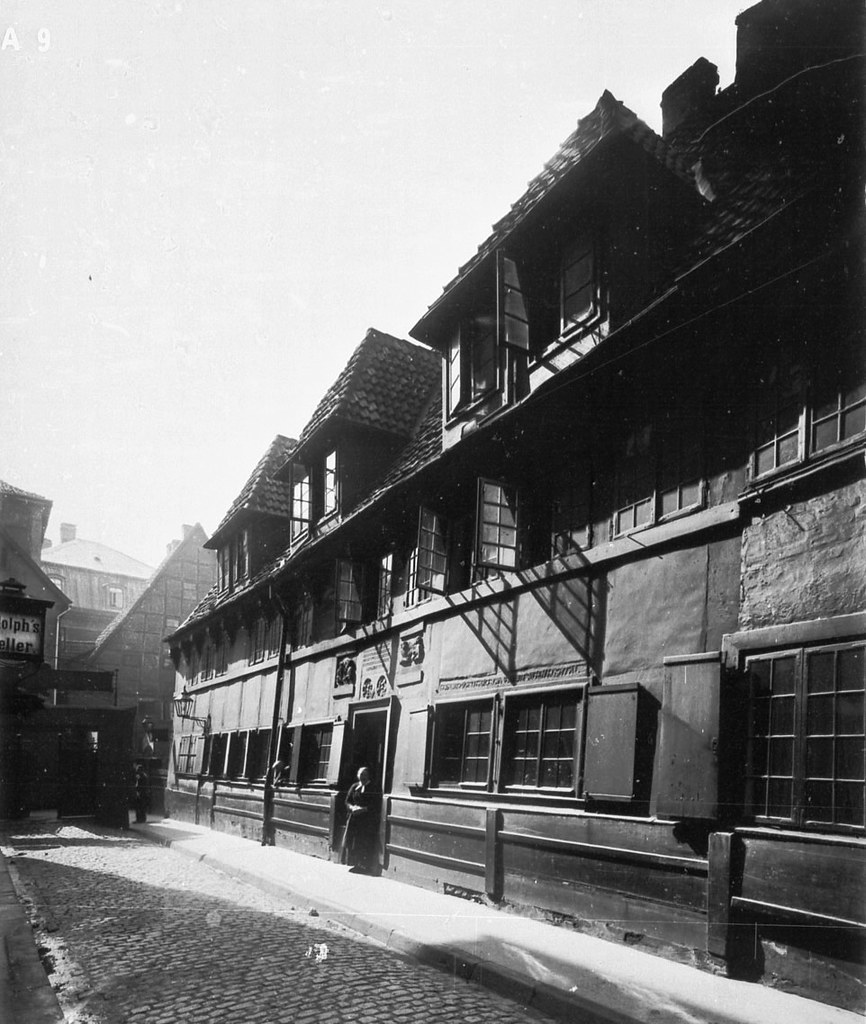
Im Untergeschoss des alten Rats- und von Soden-Klosters, heute Klostergang und Rademachertreppe an der Leine, war bis 1674 die städtische Münze untergebracht, Scheles Arbeitsplatz;
Fotografie um 1900

Ab dem 12. Oktober 1666 wirkte Schele als Münzmeister im Gebäude der städtischen Münze, die im Untergeschoss des 1636 erbauten Rats- und von Sooden-Klosters untergebracht war.
Parallel dazu war er auch von 1668 bis 1672, konkret ab dem 17. April 1668, für die Stadt „Eimbeck“ als Münzmeister tätig, um Groschen sowie 4- und 3-Pfennig-Stücke zu prägen. Diese Münzen sollte er der Niedersächsischen Kreis-Münzordnung entsprechend fertigen, wofür er mit seinem gesamten Hab und Gut haftete. Zugleich beanspruchte der Rat der Stadt Einbeck für jede Mark einen Prägeschatz von 3 Mariengroschen.
Allerdings schlug Scheele angeblich trotz seines Vertrages die Münzen Einbecks nicht vollwertig. So sollen im November 1670 vorgenommene Münzproben der Eimbecker Münzen ergeben haben, dass 140 Silbergroschen aus einer Mark von 7 1/2 Lot für Silber gemünzt worden waren anstelle von 124 Stücken aus einer 8-lötigen Mark. Die Proben ergaben auch, dass die von Scheele geschlagenen Mariengroschen zu geringwertig waren. Dabei soll vermerkt worden sein, dass Scheele „in Verbindung mit einem Juden in der Münze zu Einbeck von diesen betrüglichen Groschen zu Tausenden schlagen lasse (ebenso wie in Northeim)“.
In Hannover jedoch wirkte Scheele zunächst weiterhin als Münzmeister. Im selben Jahr 1666, als er dieses Amt übernommen hatte, hatte der Rat der Stadt die städtische Münze an Johann Duve verpachtet. Scheeles Münzherren waren anfangs Johann Duve und der Riedemeister Erich Volger, sehr bald aber Duve allein. Doch Duves Münzmanipulationen führten schließlich dazu, dass Herzog Johann Friedrich die städtische Münze am 27. November 1674 schließen ließ, für immer.
Mit der Schließung der städtischen Münze endete zwar Scheles Aufgabe als Münzmeister, doch stellte Herzog Johann Friedrich ihn bald darauf, am 16. Februar 1675 oder im Jahr 1676, in seine Dienste als herzoglich braunschweig-lüneburgischen Münzwardein.
Zuvor hatte Schele neben herausragenden Einzelstücken wie etwa Willkommen zahlreiche Münzen geschaffen wie etwa Dukaten mit dem Wappen der Stadt Hannover, Taler, Halb- und Vierteltaler, verschiedenwertige Mariengroschen, Groschen und Pfennige sowie Dreier zumeist aus Silber, seltener aus Gold.
Die Trauerfeier für den 1677 Verstorbenen wurde in der hannoverschen Marktkirche abgehalten.

## Werke (Auswahl)
- 1644 datiert: Deckel für den von Hans Rhaders 1626 geschaffenen kleinen Willkomm der Bäcker Hannovers[1]
- 1650: Pokal des Bäckeramts der Stadt Hannover[6]
- 1652: Taufschale für die Aegidienkirche, gestiftet von den Pastoren und Diakonen des Sakralbaus[4]
- 1664: in Silber getriebene Taufschale für die Kreuzkirche Hannovers, gestiftet von Hans Kumme und Ilse Nortmeyers[4] (Ilse Nortmeyer); 2023 im Besitz der Gemeinde der Marktkirche und als Leihgabe im Magazin des Historischen Museums Hannover[11]